# Phagocata kawakatsui
Phagocata kawakatsui és una espècie de triclàdide planàrid epigea que habita a l'aigua dolça del Japó.

## Descripció
P. kawakatsui presenta un coloració blanquinosa i un aspecte extern general típic del gènere Phagocata.

## Hàbitat
Aquesta espècie habita a fonts poc profundes i rierols alimentats per fonts al Japó central. Al llac Biwa-ko, a la part central de Honshū, se n'han trobat a la zona litoral, a fondàries d'entre 3 i 70 metres.

## Reproducció
Els ous (cocoons en anglès) que pon són de forma el·lipsoïdal i no tenen pedicel.

## Cariologia
El nombre de cromosomes és de 2x = 24. El primer parell de cromosomes és metacèntric i molt gran, el segon parell de cromosomes és gran i sub-metacèntric, i després té deu parells de cromosomes meta i sub-metacèntrics petits.